# Mizen Head
Mizen Head (en irlandais : Carn Uí Néid) ou cap Mizen, est un cap du sud de l'Irlande situé dans le comté de Cork, parfois considéré comme le point le plus méridional de l'Irlande bien qu'il s'agisse en réalité de Brow Head.

## Situation
Situé à l'extrémité de la péninsule du district de Carbery dans le comté de Cork, en Irlande.
Contrairement à la croyance populaire, Mizen Head n'est pas le point le plus méridional de l'Irlande, Brow Head détient ce titre. Néanmoins, les livres de géographie ont longtemps mesuré la longueur de l'Irlande « de Fair Head à Mizen Head » ou « de Malin Head à Mizen Head. »

## Description
La pointe de la péninsule est une île formée par un gouffre, aujourd'hui enjambé par un pont; ce dernier donne accès à une ancienne station de signalisation, à une station météorologique et au phare de Mizen Head. La station, jadis habitée de manière permanente, abrite aujourd'hui un musée insistant sur l'importance stratégique du site pour les voyages et communications transatlantiques. Les « 99 marches » qui forment le chemin d'accès d'origine ont été complétés par une série de chemins et de plates-formes d'observation, et des infrastructures touristiques sont situés à proximité du site.
Les villages de Ballydehob, Crookhaven, Goleen et Schull sont situés sur la péninsule à l'est.
Il s'agit d'une attraction touristique en raison de ses paysages de falaise.